# Dylan Minnette
Dylan Christopher Minnette (ur. 29 grudnia 1996 w Evansville) – amerykański aktor filmowy i telewizyjny, piosenkarz i gitarzysta, członek zespołu Wallows.

## Filmografia
- 2005–2006: Prison Break: Skazany na śmierć jako młody Michael
- 2007: Fred Claus – brat Świętego Mikołaja jako dziecko z sierocińca
- 2007–2010: Ocalić Grace jako Clay Norman
- 2010: Lost: Zagubieni jako David Shephard
- 2010: Pozwól mi wejść jako Kenny
- 2010–2011: Men of a Certain Age jako Reed
- 2012: Przebudzenie jako Rex Britten
- 2013: Labirynt jako Ralph Dover
- 2013; Długi wrześniowy weekend jako High School Henry
- 2014: Alexander – okropny, straszny, niezbyt dobry, bardzo zły dzień jako Anthony Cooper
- 2014: Skandal jako Jerry Grant Jr.
- 2015: Gęsia skórka jako Zach
- 2016: Nie oddychaj jako Alex
- 2017–2019: Trzynaście powodów jako Clay Jensen
- 2018: Dom otwarty jako Logan Wallace
- 2022: Krzyk jako Wes Hicks